# 1932 na arte

## Eventos
- Fundação da Sociedade Pró-Arte Moderna em São Paulo.
- Fundação do movimento artístico Musicalismo em Paris.
- Finalização da construção do Monumento aos Heróis da Guerra Peninsular em Lisboa.

## Nascimentos
| Data            | Nome                        | Profissão                                                        | Nacionalidade | Observações | Ref         |
| --------------- | --------------------------- | ---------------------------------------------------------------- | ------------- | ----------- | ----------- |
| 16 de janeiro   | Nelson Leirner              | pintor, desenhista, cenógrafo, professor                         | Brasil        |             |             |
| 24 de fevereiro | Carlos Antero Ferreira      | poeta, arquitecto, ensaísta, historiador e professor catedrático | Portugal      |             | [ 1 ] [ 2 ] |
| 7 de agosto     | Ivan Freitas                | pintor                                                           | Brasil        | m. 2006     |             |
| 20 de outubro   | Jorge Mori                  | pintor, gravador e desenhista                                    | Brasil        |             |             |
| ??              | José Júlio de Calasans Neto | artista plástico                                                 | Brasil        | m. 2006     |             |
| ??              | Fernando Botero             | escultor, pintor e escritor                                      | Colômbia      |             |             |
| ??              | António Alfredo             | pintor                                                           | Portugal      | m. 2000     |             |
| ??              | António Costa Pinheiro      | artista plástico e pintor                                        | Portugal      |             |             |
| ??              | Eduardo Luiz                | artista e pintor                                                 | Portugal      | m. 1988     |             |
| ??              | Eurico Gonçalves            | pintor, professor e crítico de arte                              | Portugal      |             | [ 3 ]       |

## Mortes
| Data       | Nome                  | Profissão                       | Nacionalidade                              | Observações | Ref   |
| ---------- | --------------------- | ------------------------------- | ------------------------------------------ | ----------- | ----- |
| 7 de julho | Artur Loureiro        | pintor                          | Reino Unido de Portugal, Brasil e Algarves | n. 1853     | [ 4 ] |
| ??         | João Timóteo da Costa | pintor e decorador              | Brasil                                     | n. 1879     |       |
| ??         | Karl Blossfeldt       | fotógrafo, escultor e professor | Alemanha                                   | n. 1865     |       |
| ??         | Nikolai Andreiev      | escultor e artista gráfico      | União Soviética                            | n. 1873     |       |